# Cristián Gunter II de Schwarzburgo-Sondershausen-Arnstadt
El Conde Cristián Gunter II de Schwarzburgo-Sondershausen-Arnstadt (1 de abril de 1616 - 10 de septiembre de 1666) fue Conde de Schwarzburgo-Sondershausen. Desde 1642 hasta su muerte, gobernó una parte del Condado en torno a su residencia en Arnstadt.

## Biografía
El Conde Cristián Gunter II era hijo del Conde Cristián Gunter I de Schwarzburgo-Sondershausen (1578-1642), y de su esposa, la Condesa Ana Sibila (1584-1623), hija del Conde Alberto VII de Schwarzburgo-Rudolstadt.
Tras la muerte de su padre, los hermanos se dividieron el Condado entre ellos y Critián Gunter II recibió todo el Alto Schwarzburgo-Sondershausen con su residencia en Arnstadt.

## Matrimonio e hijos
En 1645, Cristián Gunter II se casó con Sofía Dorotea (f. 1685), hija del Conde Jorge de Mörsperg y Beffort, y tuvieron los siguientes hijos:
- Sibila Juliana (1646-1698), casada con el Conde Enrique I de Reuss-Obergreiz (1668-1681)
- Sofía Dorotea (1647-1708), casada con el Conde Ernesto de Stolberg-Ilsenburg (1650-1710)
- Clara Sabina (1648-1698)
- Cristina Isabel (1651-1670)
- Catalina Leonor (1653-1685)
- Juan Gunter IV (1654-1669), su sucesor, murió soltero y sin descendencia.